# Книга, Василий Иванович
Васи́лий Ива́нович Кни́га (13 января 1883, Митрофановское, Ставропольская губерния — 19 мая 1961, Ставрополь) — советский кавалерийский военачальник, активный участник Первой мировой, Гражданской и Великой Отечественной войн. Генерал-майор (1940).

## Биография
Родился в селе Митрофановское Новогригорьевского уезда Ставропольской губернии (ныне Апанасенковское в Апанасенковском районе Ставропольского края) в бедной крестьянской семье. С 12 лет батрачил у помещика Соянко, был чабаном.

### Служба в российской армии
В ноябре 1902 года призван в Русскую императорскую армию на действительную военную службу. Окончил полковую учебную команду 79-го Куринского пехотного полка в августе 1904 года, затем служил младшим унтер-офицером (09.11.1904) и затем фельдфебелем (21.01.1906) в этом полку. Уволен в запас армии 22 сентября 1906 года. По окончании службы в ноябре 1908 года  вернулся в родное село, занимался крестьянским трудом.
Участник Первой мировой войны: сразу после её начала был вновь призван в армию и в июле 1914 года зачислен в Грозненский 262-й пехотный полк 66-й пехотной дивизии Кавказского фронта. Служил в полковой команде разведчиков. За боевые отличия награждён Георгиевскими крестами всех четырёх степеней, бельгийским крестом и медалями, также был произведён в подпрапорщики (в январе 1916 года). Стал первым полным кавалером солдатского Георгиевского креста на Кавказском фронте. Вместе с Козьмой Крючковым был на приёме у Николая II.
В ноябре 1916 года окончил 1-ю Тифлисскую школу прапорщиков и произведён в прапорщики (16 ноября 1916 года, со старшинством с 27 сентября 1916 года). Затем проходил службу младшим офицером в 112-м пехотном запасном полку Кавказского фронта (полк дислоцировался в Ставрополе). После Февральской революции был избран солдатами командиром батальона этого полка. В сентябре 1917 года переведён в 279-й пехотный полк в Баку, а оттуда в 36-й запасной пехотный полк 34-й пехотной дивизии Румынского фронта. Активно участвовал в событиях Октябрьской революции на фронте. В январе 1918 года был демобилизован.

### Гражданская война
Активный участник Гражданской войны в России. Вернувшись в родное село в январе 1918 года, стал одним из организаторов краснопартизанских отрядов на Ставрополье вместе с И. Р. Апанасенко, В. С. Голубовским, П. М. Ипатовым, К. А. Труновым и другими. Был военным комиссаром и председателем ревкома в Митрофановском. В Красной армии с сентября 1918 года. Командовал 4-м советским Ставропольским кавалерийским полком (позднее переименован в 31-й кавалерийский полк) 1-й Ставропольской кавалерийской дивизии. С мая 1919 года — командир 1-й кавалерийской бригады 6-й кавалерийской дивизии 1-й Конной армии. Воевал на Южном фронте против войск А. И. Деникина, затем на Юго-Западном фронте против польской армии, и опять на Южном фронте против армии генерала П. Н. Врангеля.
В 1919 году принят в РКП(б).
В январе 1920 года во время боёв под Батайском попал в плен к белым, но сумел бежать после допроса и вернуться в расположение бригады (впоследствии информацию об этом публиковал журнал «Красная конница»).
Во время перехода с Польского на Южный фронт в 1-й Конной армии и особенно в 6-й кавалерийской дивизии под влиянием неудачного исхода Польской кампании, не изжитого «духа партизанщины», плохого снабжения, а также общей обстановки на Украине, где был довольно распространён бандитизм, сильно снизилась дисциплина. Бойцами дивизии был совершён ряд еврейских погромов; комиссар дивизии Г. Г. Шепелев, пытавшийся навести порядок, был убит. Усилиями К. Е. Ворошилова и С. М. Будённого дисциплина была восстановлена, зачинщики были расстреляны. Однако начдив Апанасенко и Книга, бригада которого приняла наиболее активное участие в беспорядках, предпринявшие недостаточно усилий для поддержания порядка в частях, были отстранены от своих должностей.
В Гражданскую войну участвовал в обороне Царицына, в Воронежско-Касторненской, Харьковской, Донбасской, Ростово-Новочеркасской, Егорлыкской, Северо-Таврийской и Перекопско-Чонгарской операциях.

### После Гражданской войны
С мая 1921 по май 1923 года служил командиром 2-го советского кавалерийского полка Северо-Кавказского военного округа и комендантом г. Ставрополь. В 1924 году окончил Высшие военно-академические курсы в Москве. С мая 1924 года командовал 1-й кавалерийской бригадой 5-й Ставропольской кавалерийской дивизии имени товарища Блинова. В 1928 году окончил Высшие политические курсы имени Микояна в Геленджике, а в 1929 году — Высшие кавалерийские курсы РККА в городе Новочеркасске. Продолжал командовать бригадой до октября 1931 года, когда направлен учиться в академию.
В 1933 году окончил Военную академию РККА им. М. В. Фрунзе. С ноября 1933 года командовал 2-й Кавказской кавалерийской дивизией. При введении воинских званий в СССР ему было присвоено воинское звание комдив (26 ноября 1935), а при введении генеральских званий — воинское звание генерал-майор (4 июня 1940). Был делегатом XVIII съезда ВКП(б) в 1939 году. С декабря 1939 года — помощник начальника Управления военными конными заводами РККА. 18 июня 1941 года назначен начальником отдела в Управлении по комплектованию войск Генерального штаба РККА.

### Великая Отечественная война
В начале Великой Отечественной войны служил в этой должности. С октября 1941 года — командир 72-й кавалерийской дивизии Северо-Кавказского военного округа, которую 4 января 1942 года передали в состав 51-й армии Кавказского фронта, а в конце января — в состав 47-й и 44-й армий Крымского фронта. Писатель Лев Разгон (во время войны находился в заключении) в своей книге «Непридуманное» (1989) утверждает, что Книга якобы бросил дивизию в атаку на вражеские танки:
Во время знаменито-несчастной операции на Крымском полуострове Книге поручили командовать конницей, которой зачем-то согнали туда видимо-невидимо. Обрадованные немцы двинули на наши конные дивизии танки. Василий Иванович — как это он делал раньше — построил свою армию в ранжир, выехал вперед, скомандовал «Шашки вон!» и кинулся на танки… Его — легкораненого — удалось вывезти на «кукурузнике». А конница вся полегла под гусеницами немецких танков. После этого было приказано самим Верховным — Книгу близко к фронту не подпускать.
Кандидат военных наук В. Н. Киселёв и кандидат исторических наук Б. И. Невзоров в статье «Выдуманное в „Непридуманном“» отвергают эти утверждения, как противоречащие архивным документам практически в каждой их фразе. Они отмечают, что Книга командовал не армией, а кавалерийской дивизией; что конницы на Крымском фронте был не «видимо-невидимо», а единственная кавалерийская дивизия; что 22-я танковая дивизия, которая являлась единственным танковым соединением 11-й немецкой армии и которой принадлежала решающая роль в наступлении, наносила удар в северном направлении с целью отрезать советские войска, в то время как 72-я кавалерийская дивизия находилась в резерве фронта несколько западнее южного участка Турецкого вала, а затем вела сдерживающие оборонительные бои на южном участке фронта — и потому эти две дивизии в бой друг с другом не вступали; дивизия генерала Книги в этой операции в конные атаки не ходила (об этом нет сведений ни в советских ни в немецких ни в румынских документах), а вела оборонительный бой в спешенном виде; несмотря на понесённые потери, дивизия Книги осталась одним из немногих соединений Крымского фронта, до конца сохранивших боеспособность. В. И. Книга был ранен «не легко, а так, что лечение в госпитале потребовало более четырёх месяцев».
Во время немецкого наступления в мае 1942 года дивизия оборонялась в районе села Марфовка юго-западнее Керчи, 16 мая Книга был тяжело контужен и получил ожоги при взрыве немецкого самолёта. Эвакуирован на Таманский полуостров. После излечения, с сентября 1942 года — заместитель инспектора кавалерии Северной группы войск Закавказского фронта. 16 октября 1942 года, выполняя задание командования по организации обороны Моздока, был тяжело ранен. С июля 1943 года командовал 6-й запасной кавалерийской бригадой в Орловском военном округе, готовил пополнение для фронта.
С декабря 1945 года — в отставке. Жил в Ставрополе. Умер 19 мая 1961 года. Похоронен на Даниловском кладбище Ставрополя.

## Награды
- орден Ленина (21.2.1945)[9];
- 4 ордена Красного Знамени (25.7.1920[10], 12.5.1924[10], 22.2.1930[10], 3.11.1944[11]);
- орден Отечественной войны I степени (30.5.1951[11][12][13])
- Медаль За победу над Германией в Великой Отечественной войне 1941-1945 гг.[11]
- Медаль За оборону Кавказа
- Медаль XX лет Рабоче-Крестьянской Красной Армии
- грамота ВЦИК
- Георгиевский крест 1—й степени (№ 1805) (19.11.1915)[2][14]
- Георгиевский крест 2—й степени (№ 1859) (16.06.1915)[1][14]
- Георгиевский крест 3—й степени (представлен 09.06.1915)[1][14]
- Георгиевский крест 4—й степени (№ 211814) (09.03.1915)[1][14]
- Военный крест (Бельгия) (02.11.1915)[2][14][15]

## Увековечение памяти
- Село Октябрьское (до 1935 — Предтеченское) Ипатовского района Ставропольского края в 1935—1957 годах называлось Книгино (Книгинское).
- В г. Тимашевске Краснодарского края в честь генерала Книги названа улица.
- В родном селе Апанасенковском (бывш. Митрофановское) в Ставропольском крае именем В. И. Книги названа улица.
- В с. Северном Александровского района Ставропольского края в 60-х гг. в его честь названа улица.